# موسى ارين
موسى ارين (بالإنجليزية: Moses Warren)‏ هو سياسي أمريكي، ولد في 4 ديسمبر 1779. انتخب عضو مجلس ولاية نيويورك.